# Bufo bankorensis
Bufo bankorensis — вид жаб родини Ропухові (Bufonidae).

## Поширення
Вид є ендеміком Тайваню. Його природними місцями проживання є субтропічні або тропічні вологі рівнинні ліси, річки, прісноводні болота, тимчасові прісноводні болота, рілля, плантації, сади, ставки і зрошувані поля. 

## Опис
Bufo bankorensis це велика жаба, розміром до 15 см (5,9 дюйма) завдовжки. 

## Загрози існуванню
Хоча ця жаба досить поширена на Тайвані, втрата середовища існування є загрозою для неї. Її також збирають для їжі і народної медицини.